# ヨーロッパキイチゴ

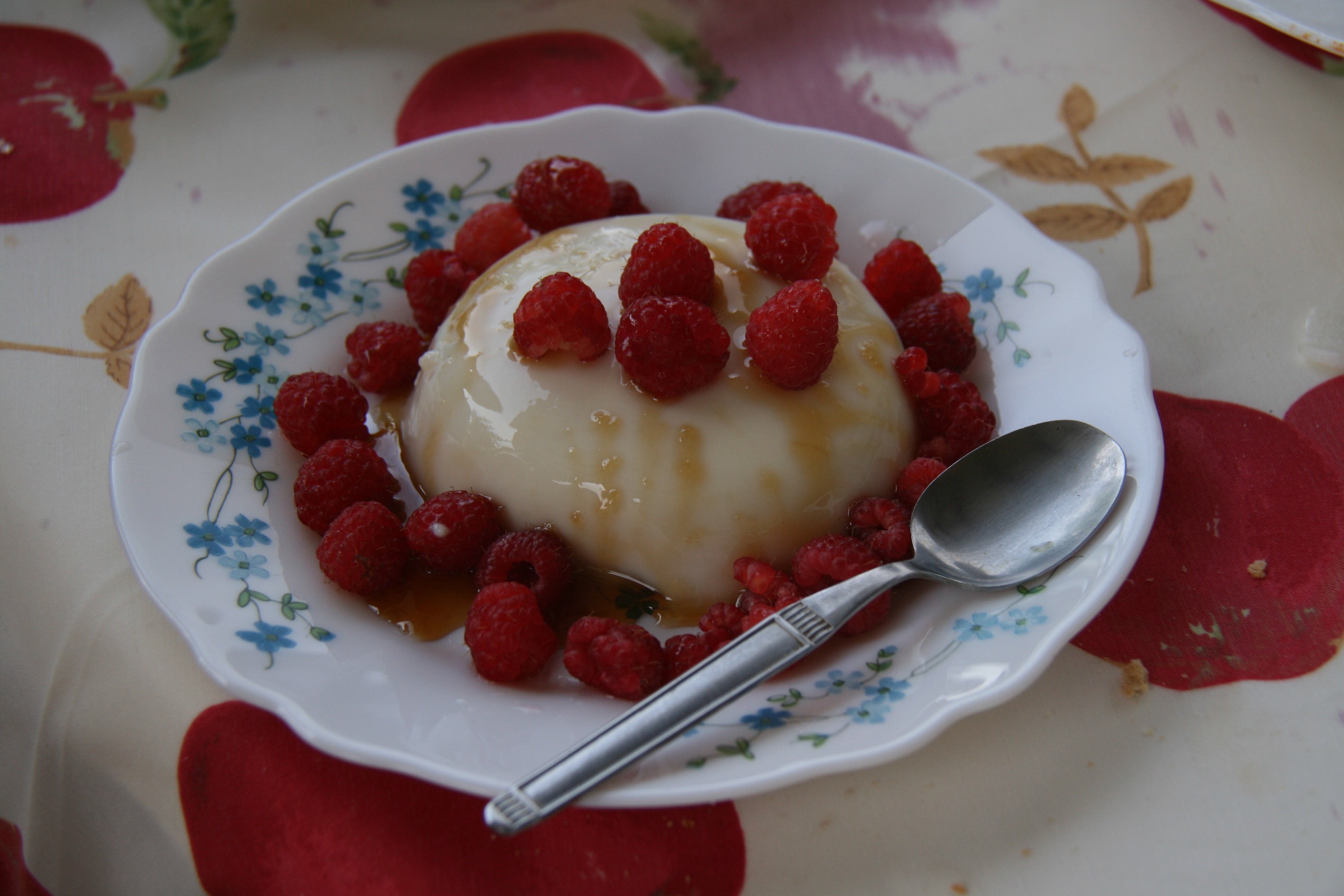
フレッシュチーズとハチミツを添えたラズベリーのデザート

ヨーロッパキイチゴ（ヨーロッパ木苺）は、バラ科キイチゴ属の1種およびその果実。ラズベリーの1種であり、ヨーロピアンラズベリー (European Raspberry) ともいう。
本来英語でラズベリー、あるいはフランス語でフランボワーズと呼ばれていたのはこの種であり、多くの栽培品種がある。

## 概要
小アジア半島原産の落葉性低木。樹高は1 - 2メートル程度。茎は丸い直立性で、無数の棘で覆われている。葉は5から7枚の裂片があり、柄が短く鋸歯状である。表面は滑らかだが、裏面は灰白色の和毛に覆われている。花は下垂し白色で5枚の短い花弁を持ち、6月から8月に開花する。赤もしくは琥珀色の実を付ける。
ヨーロッパキイチゴの種小名は「idaeus」という。古代ギリシア人が紀元前1世紀にイダ山の斜面に生えていたラズベリーを発見したのが起源という伝承がある。また、ギリシャ神話にはゼウスの養母イーデーが、ゼウスのためにラズベリーを摘もうとして指から血を流し、それ以来ラズベリーの実は赤くなったという逸話がある。
4世紀には古代ローマ人によってヨーロッパキイチゴの栽培が行われるようになり、ブリテン島を含めヨーロッパ各地に広まった。16世紀後半には、北アメリカの植民地にもヨーロッパキイチゴの栽培品種が伝わった。